# Národní znak Žemaitska

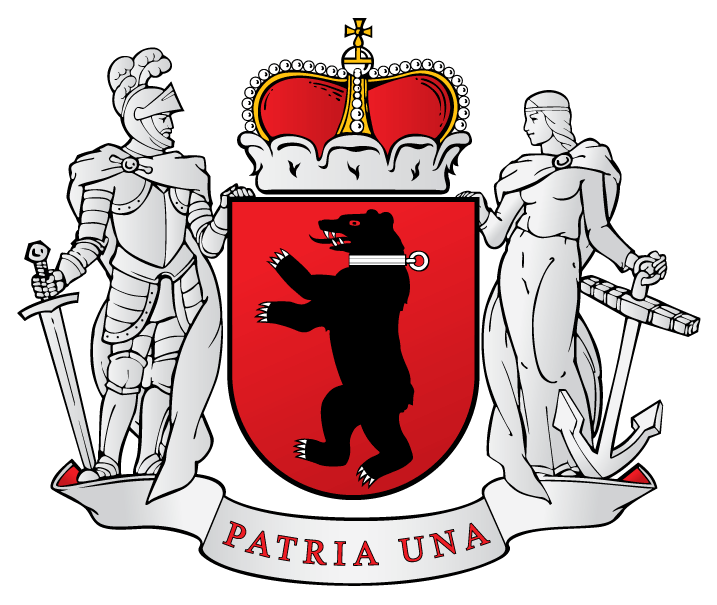
Národní znak Žemaitska

Národní znak Žemaitska byl roku 1994 potvrzen státní heraldickou komisí Litvy. Znak vychází z historického znaku Žmudě. Jedná se o černého medvěda ve skoku se stříbrnou zbrojí v červeném poli. Na erbu leží vévodská koruna, po stranách jsou dva štítonoši - rytíř ve zbroji s mečem a žena s kotvou. Dole se pak nachází stříbrná stuha s heslem PATRIA UNA (Jedna vlast). Současnou podobu národního znaku ztvárnil grafik Algis Kliševičius. V původní podobě byl pouze černý medvěd v červeném poli se stříbrným obojkem, alternativně ještě se zlatou královskou korunou s červenou podšívkou umístěnou na vrcholu erbu.